# Kingsmountita
La kingsmountita és un mineral de la classe dels fosfats, que pertany al subgrup de la montgomeryita. Rep el nom del districte de Kings Mountain (Carolina del Nord, Estats Units), on es troba la seva localitat tipus.

## Característiques
La kingsmountita és un fosfat de fórmula química Ca₃MnFe²⁺Al₄(PO₄)₆(OH)₄(H₂O)₁₂. Cristal·litza en el sistema monoclínic. La seva duresa a l'escala de Mohs és 2,5.
Segons la classificació de Nickel-Strunz, la kingsmountita pertany a «08.DH: Fosfats amb cations de mida mitjana i gran, (OH, etc.):RO₄ < 1:1» juntament amb els següents minerals: minyulita, leucofosfita, esfeniscidita, tinsleyita, jahnsita-(CaMnFe), jahnsita-(CaMnMg), jahnsita-(CaMnMn), keckita, rittmannita, whiteïta-(CaFeMg), whiteïta-(CaMnMg), whiteïta-(MnFeMg), jahnsita-(MnMnMn), kaluginita, jahnsita-(CaFeFe), jahnsita-(NaFeMg), jahnsita-(NaMnMg), jahnsita-(CaMgMg), manganosegelerita, overita, segelerita, wilhelmvierlingita, juonniïta, calcioferrita, montgomeryita, zodacita, arseniosiderita, kolfanita, mitridatita, pararobertsita, robertsita, sailaufita, mantienneïta, paulkerrita, benyacarita, xantoxenita, mahnertita, andyrobertsita, calcioandyrobertsita, englishita i bouazzerita.

## Formació i jaciments
Va ser descoberta a la mina Foote Lithium Co., situada al districte de Kings Mountain, dins el comtat de Cleveland (Carolina del Nord, Estats Units). Dins els Estats Units també ha estat descrita als estats de Dakota del Sud i Nevada. A la resta del planeta també ha estat descrita a Mèxic, Portugal, Alemanya, Rússia i Austràlia.